# Tamariw
Tamariw (Eigenschreibweise: TAMARIW, kurz für Teilautonome Montage/Aufbau und Rekonfiguration im Weltraum) ist eine geplante Kleinsatellitenmission aus zwei 3U-CubeSats, die gegen Ende des Jahres 2025 gemeinsam als 6U-CubeSat gestartet werden sollen. Anschließend entkoppeln sich die Satelliten im Orbit, bevor sie sich passend zueinander ausrichten und wieder andocken. Diese Prozedur wird mehrere Male wiederholt.
Die Satelliten werden in einer Kooperation zwischen dem Zentrum für Telematik, dem Lehrstuhl für Informationstechnik für Luft- und Raumfahrt der Julius-Maximilians-Universität Würzburg, und Studierenden des Würzburger Studiengangs Luft- und Raumfahrtinformatik unter der Leitung von Professor Sergio Montenegro entwickelt. Das Projekt wird von der Raumfahrtmanagement-Abteilung des Deutschen Zentrums für Luft- und Raumfahrt aus Mitteln des Bundesministeriums für Wirtschaft und Energie gefördert.

## Mission
Das Ziel der Mission ist die Erprobung teilautonomer Dockingmanöver von Kleinsatelliten, um in Zukunft das Zusammensetzen komplexer Satellitenstrukturen direkt im Orbit zu ermöglichen. Zu diesem Zweck werden zwei 3U-CubeSats aneinander gedockt als 6U-CubeSat gestartet, bevor sie sich im Orbit voneinander trennen und autonom wieder miteinander verbinden. Über die Missionslaufzeit wird dieser Prozess aus Ab- und Andocken sukzessive über immer größere Abstände wiederholt, bis zu einer Maximaldistanz von 500 Metern. Zusätzlich wird im Zuge der Mission auch die gemeinsame Bahn- und Lageregelung des angedockten Satellitengespanns erprobt.
Durch das so ermöglichte Zusammenbauen von Satelliten im Orbit ergeben sich potenzielle mehrere Vorteile: So könnten verschiedene Satellitenkomponenten je nach Wichtigkeit beispielsweise auf unterschiedliche Trägerraketen verteilt werden, um Kosten zu sparen und an Flexibilität zu gewinnen. Ebenfalls denkbar wäre der Austausch defekter oder veralteter Satellitenkomponenten direkt im Orbit, oder auch der Einsatz von großen Satellitenstrukturen, die zu groß für typische Nutzlastverkleidungen sind und deshalb nicht in zusammengebauter Form gestartet werden können.
Da es sich bei den verwendeten Satelliten um Technologieerprobungs- und Ausbildungssatelliten handelt, ist ein weiteres Ziel die Förderung des ingenieurtechnischen Nachwuchses der Julius-Maximilians-Universität Würzburg. Zu diesem Zweck werden Studierende der Fächer Luft- und Raumfahrtinformatik sowie Satellitentechnologie in die Entwicklung und den Betrieb der Satelliten eingebunden, um begleitend zum Studium praktische Erfahrungen zu sammeln.

## Technische Daten
Die Satelliten der Tamariw-Mission nutzen drei Arten von Sensoren für die Dockingprozedur: Für große Distanzen zwischen 100 Metern und 10 Metern sollen je zwei Ultrabreitband-Module eingesetzt werden, um die relative Position und Orientierung der Satelliten untereinander zu bestimmen. Für Distanzen zwischen 10 Metern und 1,3 Metern wird ein optisches Leitsystem genutzt, das mithilfe einer Kamera acht Signal-LEDs rund um den Docking-Port des jeweils anderen Satelliten trackt. Die einzelnen LEDs identifizieren sich dabei durch das Blinken von speziellen Binärcodes, wodurch das Leitsystem in der Lage ist, die relative Ausrichtung und Position der Satelliten zueinander zu bestimmen. Bei einem Abstand von unter 1,3 Metern werden pro Satellit vier Lichtlaufzeit-Sensoren verwendet, um relative 3D-Positionen im Millimeterbereich zu erhalten.
Nachdem sich die Satelliten auf etwa 30 Zentimeter aneinander angenähert haben, erfolgt der finale Dockingvorgang durch das Aktivieren von je vier Elektromagneten pro Satellit, wodurch sich die Satelliten endgültig zueinander ausrichten und koppeln, bevor sie mechanisch verankert werden. Auch das Abdocken geschieht mithilfe der Elektromagneten, allerdings in umgekehrter Polarität.
Zur Lageregelung der Satelliten werden je drei Reaktionsräder in Kombination mit je drei Magnettorquern verwendet. Für die Bahnregelung kommen zusätzlich Kaltgasantriebe auf allen Achsen und in allen Richtungen hinzu.
Softwareseitig wird das modulare Echtzeitbetriebssystem RODOS eingesetzt, das ebenfalls an der Julius-Maximilians-Universität Würzburg entwickelt wird und auch die Kommunikation und Synchronisation zwischen den einzelnen Tamariw-Satelliten ermöglicht.